# Кара Ибрахим
Кара Ибрахим с първоначално рождено име Ибрахим е роден в бедна къща в село Чепеларе от брака на една местна помакиня и баща бедняк на име Мустафа.

## Ранна възраст
В детските години, познато на местните като черноокото, но умно и пъргаво момче, било наричано галено Химчо – Брахимчо. До 18-годишната си възраст момчето било карачер на мандра и аргатин (чирак, ратай) у фамилията Мурджови в Чепеларе. Няколко години след това станал самостоятелен занаятчия и търговец на катран.

## Военна служба
В определен момент изчезва и майка му разбира, че се е записал доброволец-войник и служел някъде в сегашна Сърбия. Понеже бил отличен войник, той бързо достигнал до чина баш чауш (фелдфабел).
По време на Австро-турските войни той още повече се отличил със смелостта си при битката с австрийците край Белград, а освен това успял да разкрие и един военен шпионаж, като за тази си заслуга бил произведен в чин офицер и получил дар един сърмен капот.

## Хайдушки години
След като се е уволнил през 1792 година, до 1797 година, в Чепеларе никой не знаел дали е жив, къде е и какво е правил през това време, а след това за този период е мълчал и не е казал на никой нищо. Смята се, че през този период, след като напуска царската военна служба, е постъпил на служба при бунтовника Осман Пазвантооглу, като станал главатар на една голяма дружина размирници – хайти, подвизаващ се под името Кара Манаф Ибрахим, който се споменава в „Житието“ на Софроний Врачански и в историческите бележки на Константин Иречек. Според думите на сина му – Салих Чауш – живял до 90-годишна възраст и бил много паметлив, баща му през този период бил „голям забитин“ в Търновско и Русенско и били много добри приятели и дженк аркадашлар (бойни другари) с Емин ага, който му пратил няколко товара пирони, когато градил конака си в Чепеларе. Според султанска бюрултия (указ) от 4 септември 1797 година, предалите се и амнистирани главатари Манаф Ибрахим, Емин ага и други били назначени след това на държавна полицейска служба като сеймени.

## В служба на управлението
Според документи Кара Ибрахим е бил назначен за билюкбашия да пази град Пловдив и околията от хайти и други разбойници, които пресичат пътищата, а според местни сведения на него е била възложена най-тежката работа – да унищожи дружината на най-страшния родопски размирник, хайдутин и разбойник – Мехмед Синап.
Кара Ибрахим управлявал голямата Рупчоска нахия цели 34 години и населението било доволно от неговото управление, защото размириците прекратили кражбите и убийствата, а другите злосторства намалили. Населението работило и живеело по-спокойно и било доволно от него въпреки че в нравствено отношение не стоял на такава височина, както ахъчелебийският войвода Салих Ага. По време на неговото управление Чепеларе се издигнало много и населението се умножило с много заселници – помаци и християни, които били улеснявани и привързвани от Кара Ибрахим.

## Участие във войните
През 1815 година като свое задължение той участва в потушаването на Второто сръбско въстание с един отряд от 300 – 400 въоръжени сеймени. Когато всички били готови за поход, той свикал в конака нахийския съвет, нагостил съветниците и след това им казал:
| „ | Е, торнувам на морабьо (война) и Аллах знае дали ша са ворна, или нема. Вас оставем на мойе место, та гльодайте какво правите и струвате! Сгадайте са и хубаве са доржте с врют людесе – османлие и райо! Пак ти, Метакса, нимой са плаши! Кажи и на врют людене от твоена вера, да са ни плашот! Е, геченде, бех каздисал, та затува ти казахь биркач чурук лакардшии. Сига прощавайте и остановайте си сас здраве! | “ |

След 2 – 3 месечно воюване в Сърбия отрядът се върнал в Чепеларе. По време на Руско-турската война от 1828 – 1829, Кара Ибрахим се отправил за бойното поле със своя отряд, но когато пристигнал в Шумен, му заповядали да се отдръпне и да се настани с отряда си във Ферско-Дедеагачката околия, да пази крайбрежието между Макри и град Енос, където стоял до края на войната и до сключването на Одринския мир.